# Carmelo Suárez
Carmelo Antonio Suárez Cabrera (Las Palmas de Gran Canaria, 1949) es un arquitecto, político, sindicalista e histórico militante comunista. Fue secretario general del Partido Comunista de los Pueblos de España entre los años 2002 y 2020.

## Biografía
Sus inicios políticos, desde muy joven, están ligados a las Juventudes Comunistas, e inmediatamente al Partido Comunista de España (PCE) y Comisiones Obreras (CCOO), todas ellas organizaciones en la clandestinidad entonces a causa de la dictadura franquista.
Cursó Arquitectura en la Universidad de Sevilla, en la que fue representante de los estudiantes durante las luchas estudiantiles que se produjeron en la década de 1970.
Leninista convencido, durante la Transición abandonó el PCE por disentir con la línea política eurocomunista de su dirección, incorporándose a Pueblo Canario Unido y Unión del Pueblo Canario, formaciones nacionalistas canarias de izquierda.
En 1984 se fundó, en su despacho profesional de Las Palmas de Gran Canaria, el Partido Comunista del Pueblo Canario (PCPC), sección en Canarias del Partido Comunista de los Pueblos de España (PCPE), del que resultó elegido secretario político.
En 1986 tomó parte activa en la campaña por el «no» en el referéndum sobre la OTAN. Ese mismo año contribuiría a la creación de la coalición Izquierda Canaria Unida (ICU), primer referente que tuvo Izquierda Unida (IU) en las islas.
En 2002, tras el VII Congreso del PCPE, fue elegido su secretario general en sustitución de Juan Ramos Camarero, que ostentaba el cargo desde 1988.
En 2007, en unión de Juan Rafael Lorenzo Santana y María Dolores Santana Medina, creó la Fundación Obrera de Investigación y Cultura, con sede en Madrid.
En 2017, se consumó una ruptura del PCPE cuando una parte proclamó a Ástor García como nuevo secretario general. García contó con el apoyo de la práctica totalidad de los CJC y 220 militantes de PCPE y CJC firmaron un documento en defensa de este acuerdo. Sin embargo, la mayoría del Comité Central electo en el X Congreso del PCPE rechazó dicho acto, reafirmando a Carmelo Suárez como secretario general.
En 2020, tras el XI Congreso del PCPE, fue relevado en el cargo de secretario general por el alicantino Julio Díaz, hasta entonces secretario de organización de dicho Partido.